# 2002 TZ300
2002 TZ300, também escrito como 2002 TZ300, é um objeto transnetuniano (TNO) que está localizado no Cinturão de Kuiper, uma região do Sistema Solar. Este objeto é classificado como um cubewano. Ele possui uma magnitude absoluta de 8,7 e tem um diâmetro estimado com cerca de 80 km.

## Descoberta
2002 TZ300 foi descoberto no dia 6 de outubro de 2002, pelos astrônomos D. Kinoshita e K. Muroi.

## Órbita
A órbita de 2002 TZ300 tem uma excentricidade de 0,000 e possui um semieixo maior de 43,685 UA. O seu periélio leva o mesmo a uma distância de 43,685 UA em relação ao Sol e seu afélio a 43,685 UA.